# Африканский карликовый лесной зимородок
Африка́нский ка́рликовый лесно́й зиморо́док (лат. Ispidina lecontei) — вид птиц из семейства зимородковых. Выделяют два подвида. Видовое название присвоено в честь американского энтомолога Джона Лоуренса Леконта.

## Распространение
Обитает в дождевых лесах Африки на территории Анголы, Камеруна, ЦАР, Республики Конго, Демократической Республики Конго, Кот-д’Ивуара, Экваториальной Гвинеи, Габона, Ганы, Гвинеи, Либерии, Нигерии, Сьерра-Леоне, Южного Судана и Уганды.

## Описание
Это мельчайшие зимородки в мире. Длина тела 10 см. Масса 9-12 г. Представители обоих полов номинативного подвида имеют рыжие головы и чёрные лбы.

## Биология
Питаются насекомыми и их личинками.
МСОП присвоил виду охранный статус LC.

## Классификация
Выделяют два подвида:
- Ispidina lecontei ruficeps Hartlaub, 1857 — от Сьерра-Леоне до Ганы и на запад до Дагомейского разрыва
- Ispidina lecontei lecontei Cassin, 1856 — от юга Нигерии до запада Южного Судана; Уганда и центральная часть Демократической Республики Конго; центральная Ангола